# Nogaret
Nogaret é uma comuna francesa na região administrativa da Occitânia, no departamento do Alto Garona. Estende-se por uma área de 4 km², com 86 habitantes, segundo o censo de 2018, com uma densidade de 22 hab/km².